# Minato
|  | Ikke at forveksle med naruto figuren Minato Namikaze |
Minato (港区 Minato-ku, "Havn") er et af Tokyos 23 bydistrikter. Minato ligger syd for Kejserpaladset, og grænser op til bydistrikterne Chiyoda, Chuuou, Shinagawa og Shibuya. Pr. 1. marts 2008, havde bydistriktet en befolkning på 217.335, med 10.865 personer pr km ². De samlede areal er 20,34 km ².
Minato-ku blev etableret den 15. marts 1947.

## Uddannelse

### videregående uddannelser og universiteter
- Jikei University School of Medicine Nishi Shinbashi campus
- Kanazawa Institute of Technology Graduate school; Toranomon campus
- Keio University
- Kitasato University Shirokane campus
- Meiji Gakuin University Shirokane campus
- National Graduate Institute for Policy Studies (GRIPS)
- Shibaura Institute of Technology
- Temple University Japan
- Tokyo University of Marine Science and Technology Shinagawa campus
- University of Tokyo Institute of Medical Science

### Biblioteker
Bydistriktet driver Minato Library, Mita Library, Azabu Library, Akasaka Library, Takanawa Library ogh Konan Library.
Tokyo Metropolis driver Tokyo Metropolitan Library centralbibliotektet i Minato. Det åbnede i 1973.

## Økonomi
Virksomheder med hovedsæde i Minato inkluderer Air Nippon, All Nippon Airways (ANA), ANA & JP Express, All Nippon Airways Trading, Animax, Asmik Ace Entertainment,
Dentsu, Fujifilm, Fuji Xerox, Fujitsu, Japan Tobacco, Kajima, Konami, Kyodo News, Mitsubishi Motors, Mitsui Chemicals, Mitsui O.S.K. Lines, Mitsui Oil Exploration Company, NEC, NYK Line, Pizza-La, The Pokémon Company, Sega Sammy Holdings, Sigma Seven, Sony, Toraya Confectionery, Toyo Suisan (owns the branch Maruchan), TV Tokyo, and WOWOW. In addition ANA subsidiary Air Japan has some offices in Minato.

### Udenlandske virksomheder
Den japanske afdeling af CB&I,, Aramark og Aim Services, Yahoo! Japan,, Hanjin og Korean Air. Air France driver et kontor i New Aoyama Building i Minato. Air Frances Minato-kontor håndterer Aircalin-relaterede sager. Air China har operationer i Air China Building i Minato. Asiana Airlines driver salgskontorer på sjette sal af ATT New Tower Building. Hawaiian Airlines har japankontorer i Eagle Hamamatsuchō Building (イーグル浜松町ビル Īguru Hamamatsuchō Biru) i Minato. Iran Air har Tokyo kontor i Akasaka.

### Tidliger økonomiske operationer
Japanske virksomheder der tidligere havde hovedsæde i Minato inkluderer Air Next, Airtransse, Asatsu, Jaleco Holding, Ricoh, Toa Domestic Airlines (senere Japan Air System og senere Japan Air Lines),
I 2008 flyttede Seiko Epsons sit salgskontor fra World Trade Center i Minato til Seiko Epson's Hino kontor i Hino.

## Steder
- Akasaka: Et stort beboelses og handelsområde i det nordlige Minato, som inkluderer Akasaka Palace, State Guest House og omgivende haver, TBS radio- og tvstudier, Ark Hills-komplekset, National Art Center og den amerikanske ambassade i Tokyo.
- Aoyama: Hjemsted for Aoyama Kirkegård, som er en af Tokyos største, og Chichibunomiya Rugby Stadium.
- Atago Shrine, det højeste punkt i alle Tokyos 23 bydistrikter.
- Azabu: Et af Tokyos mere velhavende bobeoelsesområder, hjemsted for mange ambassader.
- Fushimi Sanpou Inari Jinja: Et Shinto shrine i Shiba 3-choume.
- Hamamatsuchou: Hamamatsucho Station er terminal for Tokyo Monorail til Haneda Airport.
- Mita: Hjemsted for Keio University og et stort antal buddiske templer.
- National Art Center Tokyo et museum der åbnede i 2007.
- Odaiba: Et af Tokyos mest populære undeholdningsområder, med Fuji TVs-studier, Palette Town-shoppingkomplekset, Dream Bridge, Tokyo Big Sight og mere. Lokaliseret på en kunstig ø i Tokyobugten har Odaiba forbindelse til det centrale Tokyo via Yurikamome-transit line over Regnbuebroen.
- Roppongi: Tokyos mest kendte nattelivskvarter, som især er populært blandt udlændinge. Det er også hjemsted for Roppongi Hills-komplekset, som huser TV Asahis-studier, J-Wave-radiostationen, Tokyo Grand Hyatt Hotel og et shoppingkompleks.
- Shiba Park: Huser Zojoji-templet. Tokyo Tower ligger nær templet.
- Shinbashi: Shinbashi Station er den nordlige terminal på Japans første jernbanelinje. Også hjemsted for Shiosite- kontor og underholdningskompleks, som huser Nippon Televisions-studier.
- Shirokanedai: Hjemsted for Meiji Gakuin University.
- Takanawa: Hjemsted for Soutoutemplet fra Sengaku-ji. Shinagawa Station er en af Tokyos største togstationer og er lokaliseret Takanawa, tiltrods for at den associeres med Shinagawa mod syd. Området huserer mange hoteller som Grand Prince Hotel Takanawa, Grand Prince Hotel New Takanawa og Pacific Meridien Hotel.
- Toranomon: TV Tokyos-studier og Toranomon undergrundsstation .
- Tsuki no Misaki er et plateau.

### Distrikter
- Akasaka (赤坂)
- Aoyama (青山)
- Azabu (麻布)
- Ebisu (恵比寿)
- Hamamatsucho (浜松町)
- Mita (三田)
- Odaiba (お台場)
- Roppongi (六本木)
- Shiba-kôen 「芝公園」
- Shinbashi (新橋)
- Shirokanedai (白金台)
- Takanawa (高輪)
- Toranomon (虎ノ門)
- Tsuki no Misaki (月の岬)